# غوستافو دورادو
غوستافو دورادو (بالبرتغالية: Gustavo Dourado‏) هو كاتب وشاعر برازيلي، ولد في 1960 في Ibititá ‏ في البرازيل.